# 51826 Kalpanachawla
51826 Kalpanachawla eller 2001 OB34 är en asteroid i huvudbältet som upptäcktes den 19 juli 2001 av NEAT vid Palomar-observatoriet. Den är uppkallad efter den amerikanska astronauten Kalpana Chawla som omkom i olyckan med rymdfärjan Columbia den 1 februari 2003.
Asteroiden har en diameter på ungefär 6 kilometer och den tillhör asteroidgruppen Eos.